# Аксонометрия
Аксонометрията (от гръцки: axon – ос и metreo – измервам) е един от видовете перспектива, основан на метода на проектиране (получаване на проекция на предмета върху плоскост), с помощта на който нагледно се изобразяват обемни тела на плоскостта на хартията.
Чертането се извършва в координатна система с три посоки: дължина, ширина и височина. Има различни системи за проектиране в аксонометрия, в зависимост от разположението на трите координатни оси в равнината на листа, върху който се чертае. Практически когато един технически грамотен човек прави чертеж на даден предмет, той го гледа от различни страни, за да опише формата и размерите му. Но същия човек не може да чете чертежа, и да вижда в своята фантазия действителната му форма, ако не е направил няколко учебни аксонометрични построения. В дескриптивната геометрия се изучават формите на цилиндър, сфера, конус пресечени от равнина в различни положения, при което се получат елипси – тези знания след това помагат много за проектирането в аксонометрия.
Аксонометрията се дели на три вида:
- 1) изометрия (измеренията по всичките три координатни оси са еднакви);
- 2) диметрия (измеренията по две от координатните оси са еднакви, а по третата – друго);
- 3) триметрия (измеренията и по трите оси са различни).

Във всеки от тези видове проектирането може да бъде правоъгълно или остроъгълно. Аксонометрията се използва широко в техническата литература и в научнопопулярните книги заради нагледността си.